# Pete Maravich
Peter »Pistol Pete« Press Maravich, ameriški košarkar, * 22. junij 1947, Aliquippa, Pensilvanija, ZDA, † 5. januar 1988, Pasadena, Kalifornija, ZDA.
Maravich je zablestel v košarkarskem moštvu Državne univerze Louisiane ter med letoma 1970 in 1980 igral za tri klube lige NBA, Atlanta Hawkse, New Orleans oz. Utah Jazze in Boston Celticse, dokler se ni bil prisiljen upokojiti zaradi poškodb. Še vedno je najboljši strelec prve divizije lige NCAA s 3667 točkami in 44,2 točke na tekmo, kljub temu da tedaj še ni bilo meta za tri točke. Petkrat je zaigral na Tekmi vseh zvezd NBA, po dvakrat je bil izbran v prvo in drugo postavo lige NBA in leta 1970 v prvo postavo novincev lige NBA. Nenadoma je umrl star štirideset let med prijateljsko tekmo zaradi neodkrite srčne napake. Kot eden najmlajših košarkarjev je bil sprejet v Košarkarski hram slavnih, kjer so ga označili za verjetno najboljšega kreativnega napadalnega talenta v zgodovini. V klubih New Orleans Hornets in Utah Jazz so upokojili njegov dres s številko 7.